# Нарендорф
Нарендорф (нім. Nahrendorf) — громада в Німеччині, розташована в землі Нижня Саксонія. Входить до складу району Люнебург. Складова частина об'єднання громад Даленбург.
Площа — 44,04 км2. Населення становить 1228 ос. (станом на 31 грудня 2021).